# 티백

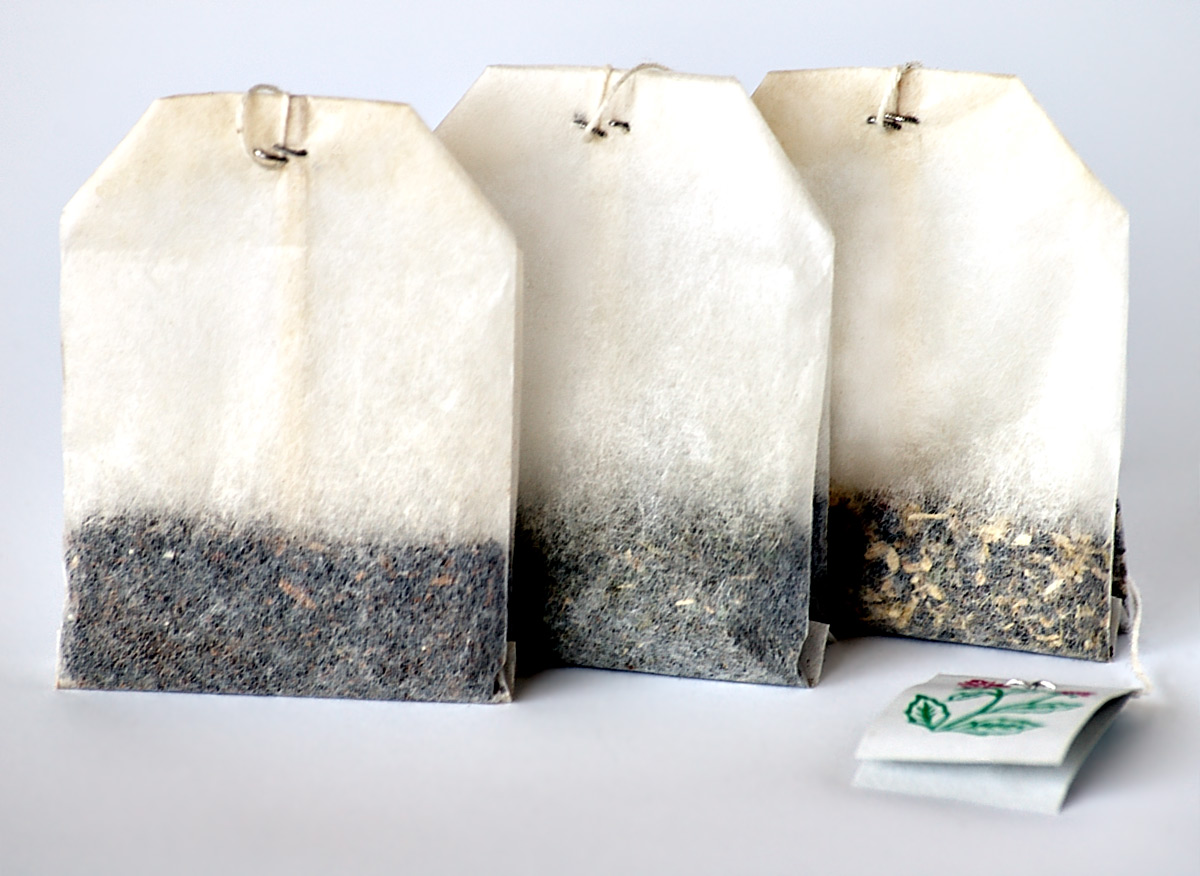
티백의 본래 형태.

티백(teabag)은 차 잎 또는 추출물을 넣은 작은 봉지이다. 그래서 보리차, 녹차 같은 원료를 위주로 넣는 것을 바탕으로 하는 경우가 대부분을 차지하고 있다. 그러나 티백이 대한민국 환경부에서는 음식물 쓰레기로 취급되지 않는 내용물로 분류된다. 이유는 티백의 겉봉지가 종이 재질로 이루어져 있는데다, 동물이나 곤충 등이 먹잇감을 이용할 수 없는 재료로 분류되기 때문이다.
티백은 일반적으로 여과지나 식품 등급 플라스틱으로 만들어지며 때로는 실크 면이나 실크로 만들어진다. 티백은 티 인퓨저와 동일한 기능을 수행한다. 티백은 추출액이 모두 남을 때까지 여러 번 사용할 수 있다. 일부 티백에는 상단에 종이 라벨이 달린 끈이 부착되어 있어 티백을 제거하는 데 도움이 되며 차 브랜드나 다양한 종류도 표시된다.

## 역사
티백 특허는 위스콘신 주 밀워키의 로버타 로손(Roberta Lawson)과 메리 맥라렌(Mary McLaren)이 1901년에 제출한 차잎 홀더에 대한 미국 특허 723287을 부여받은 1903년부터 시작된다. 최초의 현대 티백은 손으로 꿰매는 천 가방이었다. 1904년경에 상업적으로 등장한 티백은 1908년경 뉴욕의 차와 커피 수입업자인 토머스 설리번(Thomas Sullivan)에 의해 성공적으로 판매되었으며, 그는 자신의 실크 티백을 전 세계로 배송했다. 유명한 전설에 따르면 이것은 우연이었다고 한다. 느슨한 차는 고객이 가방에서 제거하도록 의도되었지만 다공성 가방에 찻잎이 여전히 들어 있는 상태에서 차를 끓이는 것이 더 쉽다는 것을 알았다. 최초의 티백 포장 기계는 1929년 독일 회사 티칸느(Teekanne)의 아돌프 람볼드(Adolf Rambold)에 의해 발명되었다.
열 밀봉된 종이 섬유 티백은 1930년 윌리엄 허먼슨(William Hermanson)에 의해 특허를 받았다. 현재 널리 사용되는 직사각형 티백은 1944년까지 발명되지 않았다. 그 이전에는 티백이 작은 자루와 비슷했다.

## 제조

### 차
다양한 종류의 차와 허브차 같은 기타 차를 티백에 담아서 먹을 수 있다. 일반적으로 티백은 패닝을 사용하고, 큰 잎 조각이 남은 후 남은 부분을 모아서 느슨한 차로 판매하지만 일부 회사에서는 잎차가 들어있는 티백을 판매한다.

### 모양과 재질
전통적으로 티백은 정사각형이나 직사각형 모양이었다. 일반적으로 우유와 커피 필터에서 발견되는 종이와 관련된 목재와 식물성 섬유의 혼합인 여과지로 만들어진다. 후자는 주로 필리핀과 콜롬비아에서 섬유질을 얻기 위해 재배되는 농장 바나나 식물인 표백된 펄프 아바카 대마이다. 일부 백은 티백 내부 표면에 PVC 또는 폴리프로필렌과 같은 열 밀봉 가능한 열가소성 수지를 사용하여 완전히 생분해되지 않는다. 일부 최신 종이 티백은 원형으로 만들어진다.
사면체 티백은 1997년 PG 팁스 브랜드에서 출시되었다. 일반적으로 나일론, 소일론(옥수수 전분으로 만든 PLA 메쉬) 또는 실크로 만들어진다. 나일론은 생분해되지 않으므로 환경보호론자들은 실크를 선호한다. 반면 PLA는 생분해되지만 퇴비화되지는 않는다.
소비자가 직접 찻잎을 채울 수 있는 빈 티백도 제공된다. 이는 일반적으로 긴 덮개가 있는 개방형 파우치이다. 파우치에 적당량의 잎차를 채우고 뚜껑을 파우치에 넣어 차를 보관한다. 이러한 티백은 상업적으로 생산된 티백의 사용 용이성과 더 넓은 차 선택 및 느슨한 잎차의 더 나은 품질 관리를 결합한다.

## 플라스틱
2017년 영국 렉섬(Wrexham)의 정원사 마이크 아미티지(Mike Armitage)는 퇴비화 후 티백에 플라스틱 잔여물이 남는다는 사실을 발견했다. 그는 유니레버가 가방 생산에서 플라스틱을 제거하도록 촉구하는 청원을 시작했다. 2018년 1월 코코 푸드(Co-op Food)는 공급업체인 타이푸(Typhoo)와 협력하여 자체 브랜드 99 티백에서 플라스틱을 제거한다고 발표했다. 2018년 2월, PG 팁스는 피라미드 백이 이제 폴리프로필렌 대신 옥수수 전분 접착제를 사용할 것이라고 발표했다.
인간이 섭취하는 차에서도 미세플라스틱이 발견될 수 있다. 2019년 연구에 따르면 양조 온도(95°C, 203°F)에서 단일 플라스틱 티백을 끓이면 음료 한 컵에 약 116억 개의 미세플라스틱과 31억 개의 나노 플라스틱이 방출된다. 2021년 연구에서는 셀룰로오스 티백으로 알려진 것을 분석한 결과 테스트한 22개의 티백 중 15개에 미세 플라스틱 섬유를 떨어뜨리는 것으로 알려진 폴리에스테르, 폴리에틸렌 또는 폴리프로필렌도 포함되어 있는 것으로 나타났다. 셀룰로오스는 생분해 가능한 것으로 간주되지만 플라스틱 성분은 그렇지 않으며 퇴비로 만들 때 환경에 미세 플라스틱을 방출한다.

## 같이 보기
- 커피 필터